# Emil Weber (Maler)
Emil Weber (* 19. Oktober 1872 in Zürich; † 1945 in München) war ein Schweizer Maler.

## Leben und Werk
Emil Weber besuchte von 1890 bis 1892 die Kunstgewerbeschule Zürich und bildete sich anschliessend als Autodidakt weiter. Studienreisen führten ihn nach Italien und München. Dort trat er 1899 in die Münchner Königliche Kunstakademie ein und nahm Unterricht bei Johann Caspar Herterich, Carl von Marr und Franz von Stuck. Weber war als freischaffender Künstler in München, in Italien und in der Schweiz tätig. Hier stellte er u. a. 1932 im Kunsthaus Zürich seine Werke aus. Ein Grossteil seiner Werke wurde 1945 durch einen Bombenangriff zerstört.